# Ivanhoé
Pour les articles homonymes, voir Ivanhoe.
Ivanhoé (Ivanhoe en anglais) est un roman de l'écrivain écossais Walter Scott consacré au Moyen Âge. Paru en décembre 1819, il fait partie des Waverley Novels.

## Intrigue
Au XIIe siècle, Cédric de Rotherwood, dit le Saxon, un thane (ou vavasseur, pour les Normands) nostalgique de l'Angleterre saxonne vaincue en 1066, rêve de rétablir sur le trône de l'Angleterre un monarque autochtone en la personne d'Athelstane de Coningsburgh, un voisin, descendant des derniers rois saxons. Dans ce but, il envisage de l'unir avec sa pupille, Lady Rowena de Hargottstandstede, princesse saxonne descendante du roi Alfred le Grand. Mais cette dernière est amoureuse et aimée du fils de Cédric, Wilfrid. Ce dernier est renié et déshérité par son père pour s'être mis au service de Richard Cœur de Lion qui lui a accordé en fief le manoir d'Ivanhoé. Wilfrid d'Ivanhoé accompagne le roi en Terre sainte pour participer à la troisième croisade.
L'histoire commence en 1194, lorsque Wilfrid d'Ivanhoé rentre secrètement dans son pays, comme un pèlerin de retour de Terre sainte.

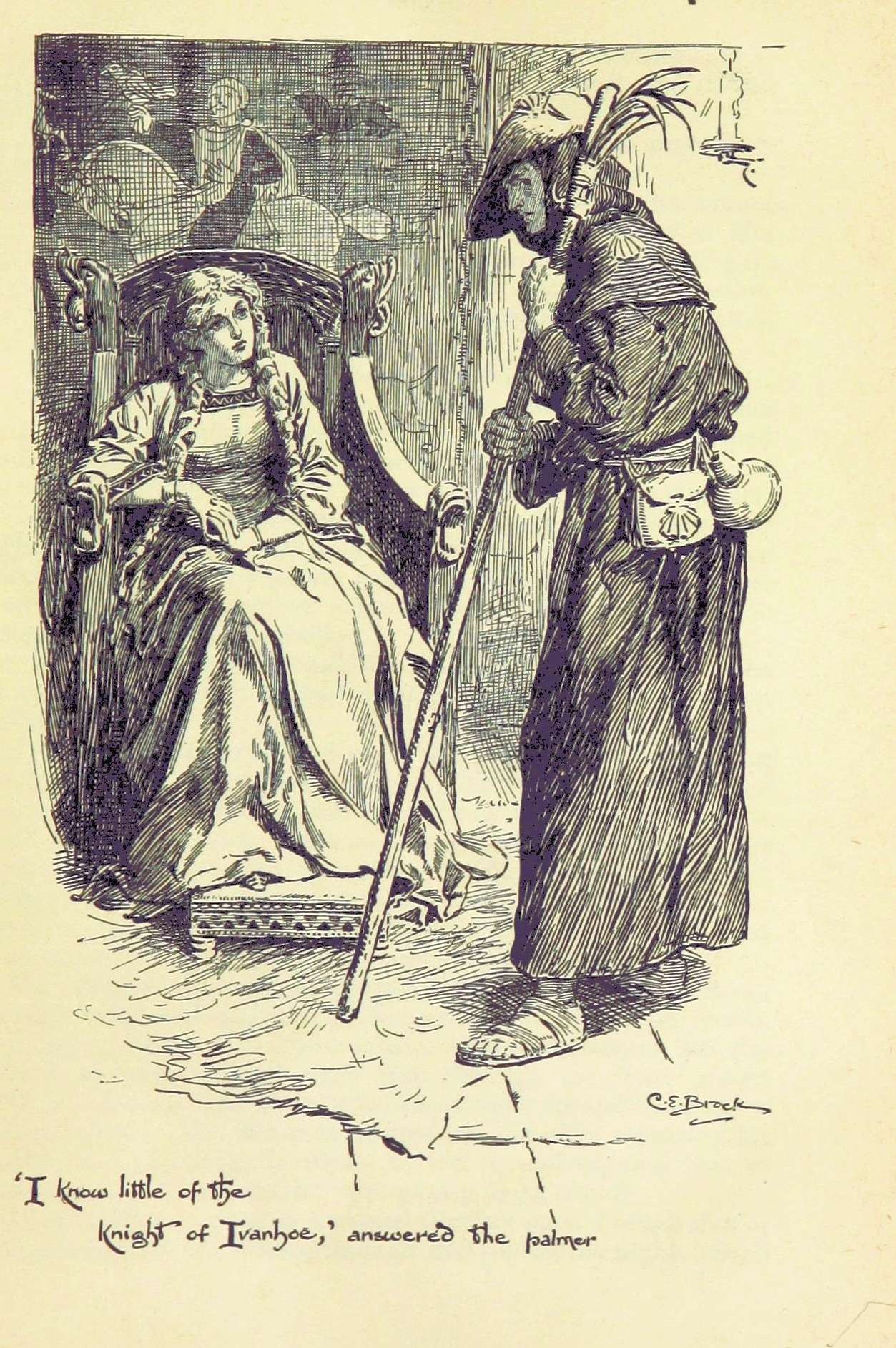
Rowena demande des nouvelles d'Ivanhoé au pèlerin. Illustration de Charles E. Brock.

Il prend part à un tournoi à Ashby sous le nom de chevalier Déshérité (Desdichado en espagnol), où il affronte Brian de Bois-Guilbert, un Normand et chevalier du Temple.
Pendant l'absence de son frère aîné Richard, le prince Jean sans Terre tente de s'emparer du trône. Pour cela, il essaie de constituer un parti : le tournoi doit favoriser ses projets. Mais ses chevaliers sont battus lors de deux journées de combat, par Ivanhoé et Richard, l'un et l'autre masqués.
Wilfrid d'Ivanhoé est opposé à Brian de Bois-Guilbert et à ses alliés normands, Reginald Front-de-Bœuf (auquel le prince Jean a donné le fief d'Ivanhoé), Maurice de Bracy et Philippe de Malvoisin. Il doit se battre pour reprendre son fief et permettre à Richard de retrouver son trône. Il combat également Bois-Guilbert pour sauver Rebecca, une fière beauté juive aux talents de guérisseuse. Cette fille d'Isaac d'York est accusée de sorcellerie par le chef des Templiers parce qu'elle s'est refusée à Brian.

## L'esprit du roman
L'ouvrage Ivanhoé est sous-titré A Romance, d'après un mot français archaïque qui désigne les œuvres écrites en langue romane ou vulgaire (par opposition au latin). Cette oeuvre de fiction est à distinguer du roman (novel), la forme littéraire propre à l'épopée fabuleuse ou au conte. Elle renvoie à une forme qui ne respecte pas exactement la vraisemblance, laissant la place à la théâtralité et au surnaturel.

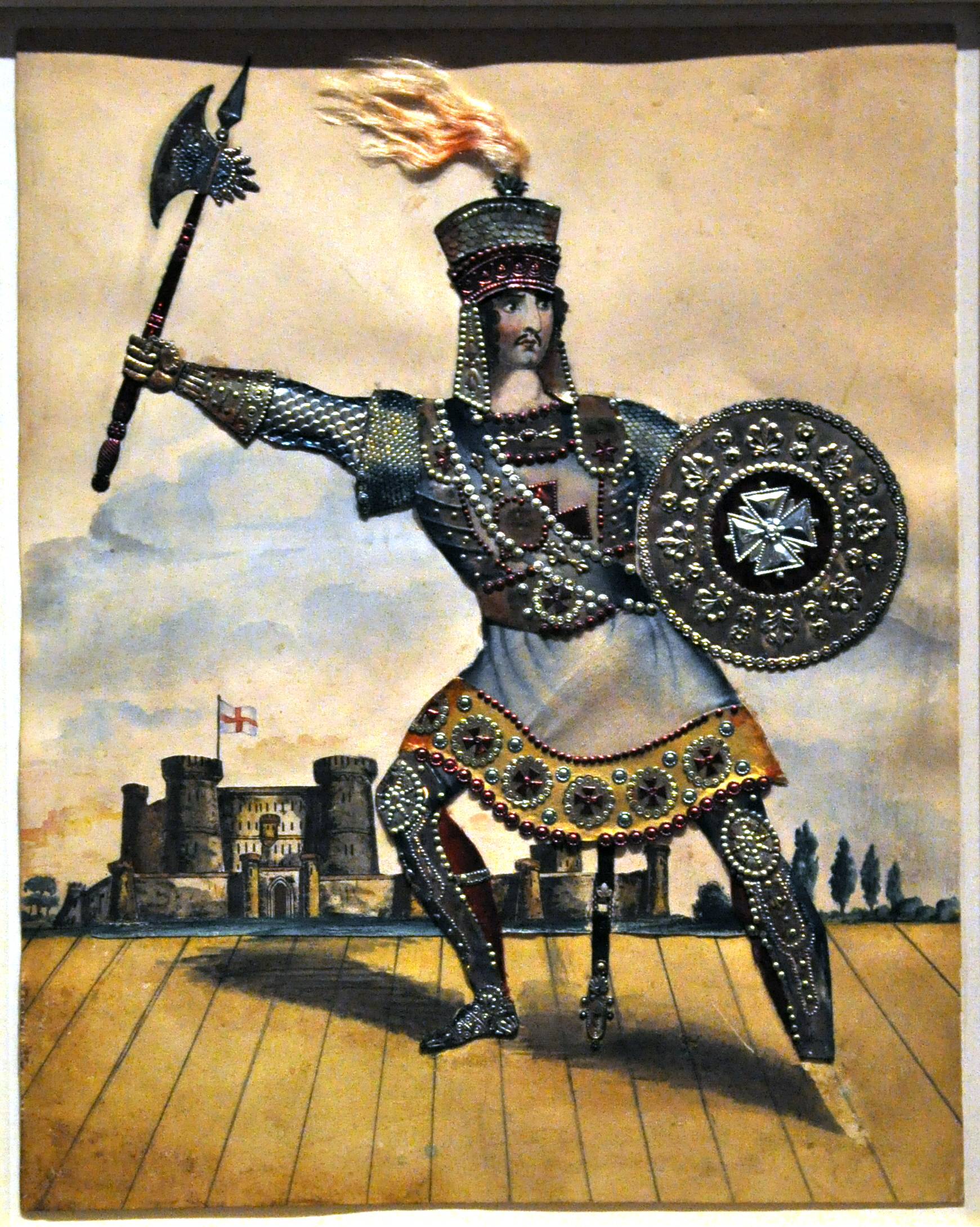
Brian de Bois-Guilbert, joué au théâtre par John Thomas Haines (1830).

## Analyse
Avant d'écrire Ivanhoé, Scott avait produit des romans historiques consacrés à l’Écosse et situés dans un passé récent (XVIIIe  ou fin du XVIIe siècle). Il a une connaissance privilégiée de ce passé, par tous les récits qui ont marqué son enfance. Le même thème parcourt ces premiers livres : pourquoi et comment la bourgeoisie et le protestantisme ont-ils réussi à triompher de l’aristocratie catholique et à fondre l’Écosse dans la Grande-Bretagne. Ce vaste et douloureux mouvement d’union aboutit en 1822 à la première venue à Édimbourg d’un souverain protestant de la maison de Hanovre, événement dont Scott, artisan zélé de la « réconciliation », est le grand ordonnateur.
Dans l’introduction de 1830 d'Ivanhoé, Scott explique qu’il s’est senti à l’étroit dans son costume d’écrivain régionaliste et qu’il a voulu prouver qu’il est capable d’en sortir. On retrouve néanmoins dans Ivanhoé les thèmes scottiens récurrents : une classe sociale qui prend la place d’une autre, un peuple qui en domine un autre, c’est le verdict de l’Histoire, il ne sert à rien de cultiver les rancœurs. Il faut au contraire œuvrer à la « réconciliation » entre les antagonistes d’hier. Pour cela, il présente le roi Richard sous un jour favorable, mettant en exergue ses qualités de simplicité et de gaîté dans la soirée chez l'ermite.

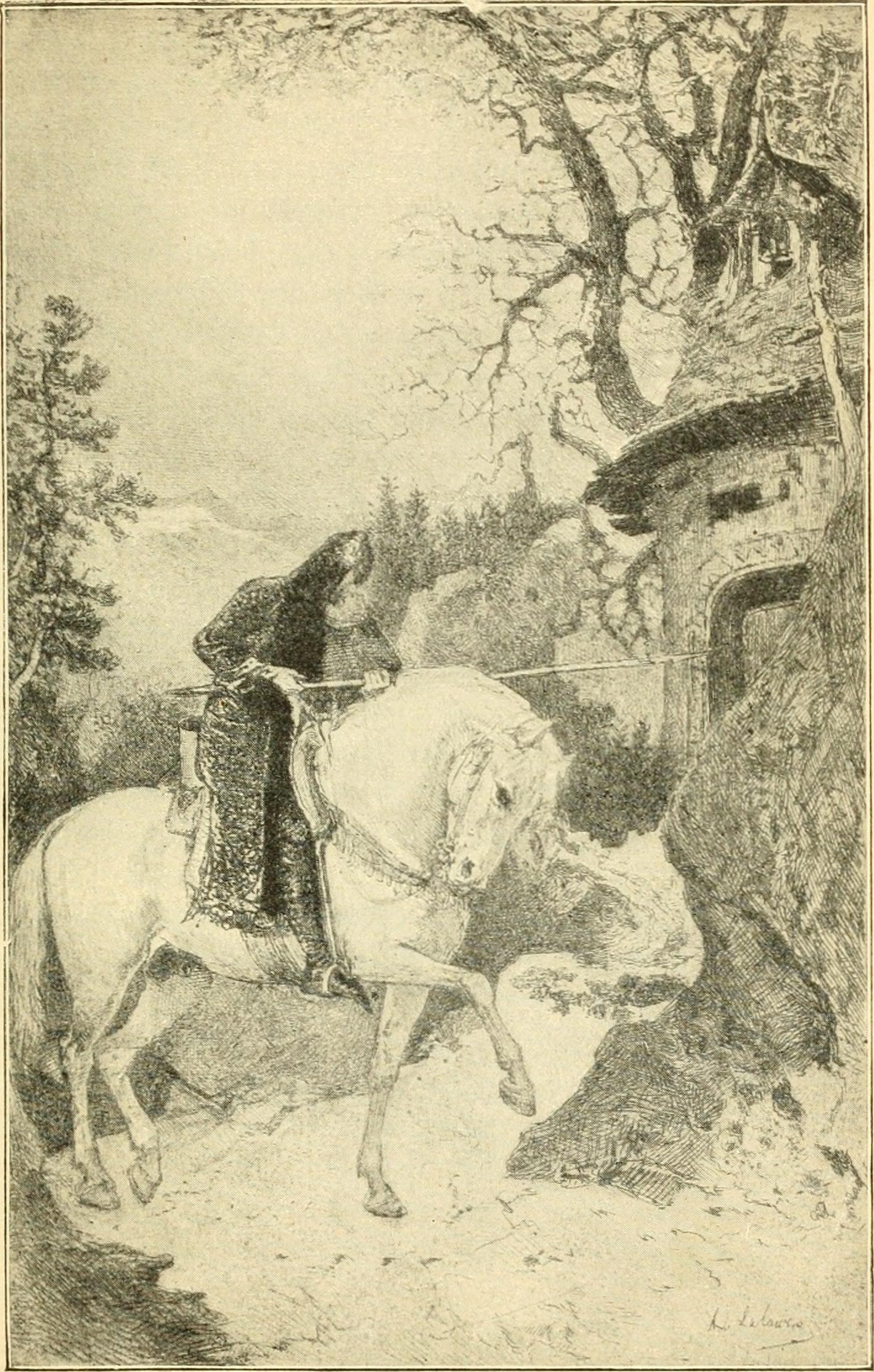
Richard Coeur de Lion, en chevalier incognito, à l'entrée de la cabane de l'ermite. Illustration de 1905.

Scott a coutume de sceller cette réconciliation en fin de livre par un mariage symbolisant l’« union » du peuple britannique, ici, le mariage d’Ivanhoé, compagnon d’un roi normand, et de Rowena, descendante d’un roi saxon.
En situant son roman hors de l’Écosse, en renonçant à la description des mœurs d’une « région rude et sauvage », en s’extrayant des intrigues politiques, claniques et religieuses d’un pays lointain, l’auteur conquiert un public plus large. Se passer de dialogues en scots y contribue également (bien que dans cet ouvrage l'auteur insiste sur l'enjeu de la langue, ici 
saxonne par opposition à celle des conquérants normands).
Dans Ivanhoé, l’Histoire est compréhensible par tous. L’époque féodale est simplifiée, les mécanismes sont mis à nu, les conflits sont transparents et se cristallisent autour d’un personnage central. La leçon est plus claire encore que dans Waverley.
On a reproché à Scott d'avoir utilisé des sources peu fiables, par exemple, l’hostilité entre Saxons et Normands à la fin du XIIe siècle n’est pas historiquement attestée. Mais l’auteur prévient qu’il ne cherche qu’à donner une couleur de l’époque : s’attachant à ce que rien ne nuise à la vraisemblance historique, il se réserve une liberté dans le choix des détails.
L’accueil critique de l'oeuvre a été très favorable. Les seules réserves émises concernent l’insipidité de Rowena et la résurrection incongrue d’Athelstane. Traduit en de nombreuses langues, le livre a lancé la vogue de Scott dans toute l’Europe et imposé le roman historique comme un phénomène international.
Ivanhoé est l’œuvre la plus populaire de Scott. C'est peut-être — en données corrigées — un record mondial des ventes de roman. Avec Ivanhoé, Scott « crée à l’intérieur de son système romanesque un genre nouveau, aux conséquences aussi grandes que celles qu’eut Waverley ».
Néanmoins, si les romans que Scott a écrits avant 1819 ont inspiré les grands romanciers du XIXe siècle (Pouchkine, Mérimée, Balzac, Hugo, Manzoni), Ivanhoé a plutôt inspiré la littérature populaire. Et une partie de la critique a reproché à l’auteur d’avoir abandonné l’histoire récente de l’Écosse, dont il avait une connaissance intime, pour faire appel à l’imagination plus qu’à la sensibilité, et se lancer dans « de grandes reconstitutions en carton-pâte d’un passé insaisissable et trop complaisamment pittoresque », avec « tout un tintamarre de duels, de combats, de chevauchées, de cliquetis de hallebardes et de grincements de chaînes rouillées » ne relevant, selon certains, que de préoccupations d’ordre commercial. L'historien Taine reproche à Scott de s’aventurer dans un passé trop lointain, et d’en donner une image dans laquelle seuls les costumes et les décors sont exacts ; où actions, discours et sentiments sont modernes. « Tous les deux cents ans, écrit Taine, chez les hommes, la proportion des images et des idées, le ressort des passions, le degré de la réflexion, l’espèce des inclinations changent. » Or, Scott travaille vite et le plus lucrativement possible. Il ne prend pas le temps d’entreprendre la difficile quête de « la structure des âmes barbares », ni le souci de montrer une vérité « atroce et sale ».

## Remarques
- Le roman offre, pour l'époque, un portrait très favorable des Juifs et dénonce largement l'antijudaïsme à l'œuvre au Moyen Âge.

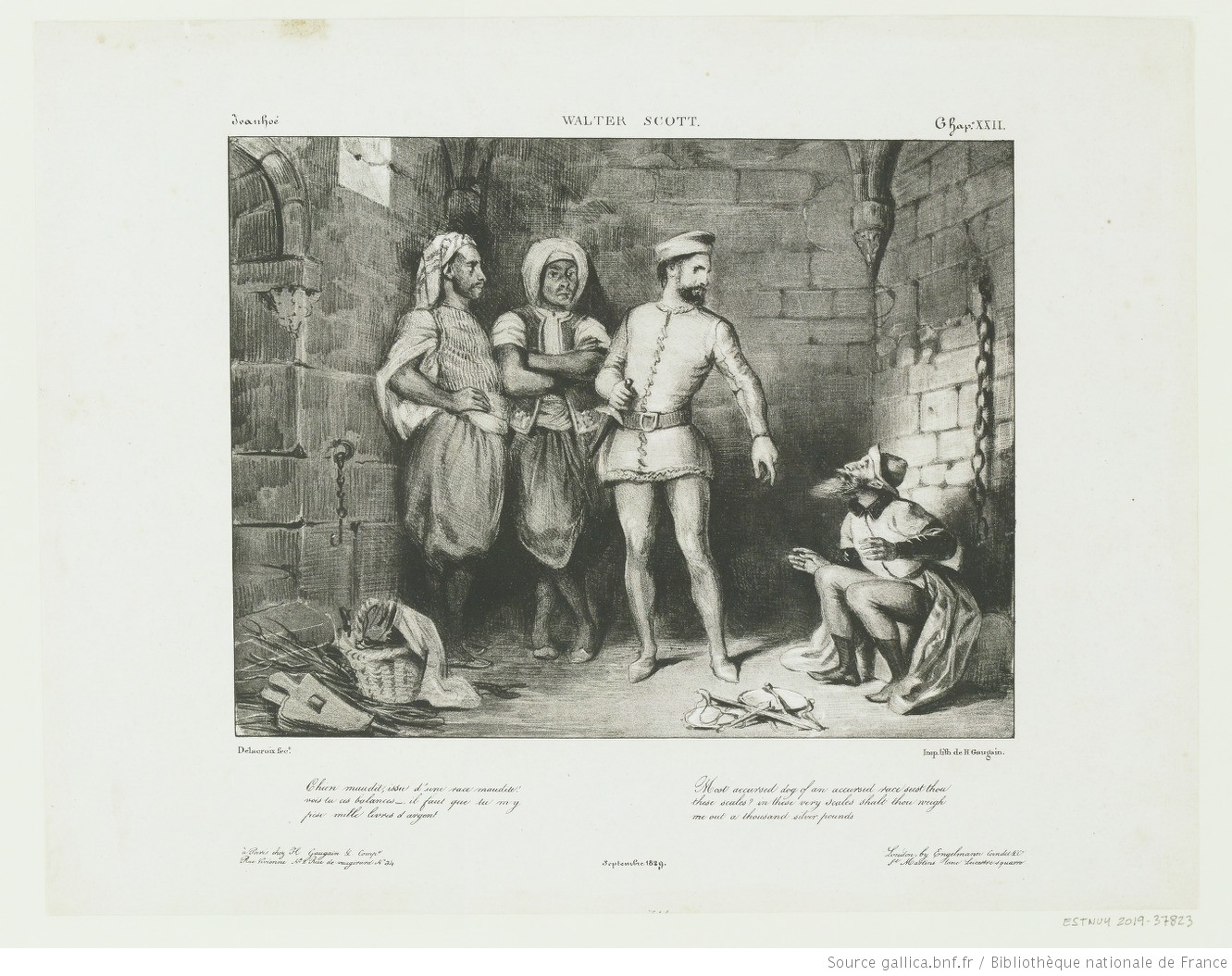
Delacroix : Isaac de York emprisonné et sur le point d'être torturé.

Le portrait magnifique de Rébecca est inspiré, selon W. S. Crockett, auteur d'un ouvrage (The Scott Originals, 1912) consacré aux personnages réels ayant servi de modèle à Scott, de Rebecca Graetz (1781-1869), une jeune juive de Philadelphie dont Washington Irving l'avait entretenu lors de son séjour à Abbotsford. C'était une amie intime de Mathilda Hoffman, la fiancée de l'écrivain américain. Très belle, Rebecca Graetz ne s'est jamais mariée, se consacrant à des œuvres de bienfaisance.
- Dans le chapitre VIII, Scott cite trois vers de Samuel Coleridge extraits d'un court poème, le Tombeau du chevalier, composé en 1817 et publié peu avant sa mort. James Gillman, médecin, ami et biographe de Coleridge, avait cité ces vers, alors inédits, à Scott qui était de passage à Londres. Il a ainsi pu identifier l'auteur anonyme d'Ivanhoé en les découvrant dans le roman[19].
- Le siège du château de Châlus en Limousin, où Richard Cœur de Lion est mort en 1199, a fourni à Walter Scott le canevas du siège du château de Front-de-Bœuf.
- Alexandre Dumas a signé une traduction française de ce roman. Certains[Qui ?] pensent qu'elle est l'œuvre de Marie de Fernand, maîtresse et collaboratrice de Dumas[20].  Toutefois, dans sa préface, Dumas affirme l'avoir faite lui-même en présence d'un anglais séjournant alors sous son toit. De plus, contrairement à celles ordinaires de Marie de Fernand, cette traduction est tout à fait littérale.

## Influence
- Thackeray a écrit Rowena et Rébecca en 1850, une suite qui exploite la veine sentimentale du roman de Scott.
- Gérard de Nerval a donné le titre d'El Desdichado  (qui signifie « le Déshérité ») à l'un des sonnets des Chimères, du nom sous lequel Ivanhoé participe au tournoi d'Ashby dans les premiers chapitres du roman.
- Le prénom de la seconde épouse du narrateur de Ligeia, un conte d'Edgar Allan Poe, s'inspire de Lady Rowena, l'un des principaux personnages du roman.
- L'écrivain Pierre Efratas est l'auteur d'une suite, Le Destin d'Ivanhoé (2003), qui se passe sous le règne de Jean sans Terre.
- Le jeu vidéo Defender of the Crown réintroduit plusieurs éléments du roman, dont le héros Ivanhoé, au moment du choix du héros à diriger, ainsi qu'une partie de l'intrigue.

- Le peintre romantique Eugène Delacroix s'inspira à plusieurs reprises du personnage de Rebecca (dont L'Enlèvement de Rebecca).

Ivanhoé selon Delacroix
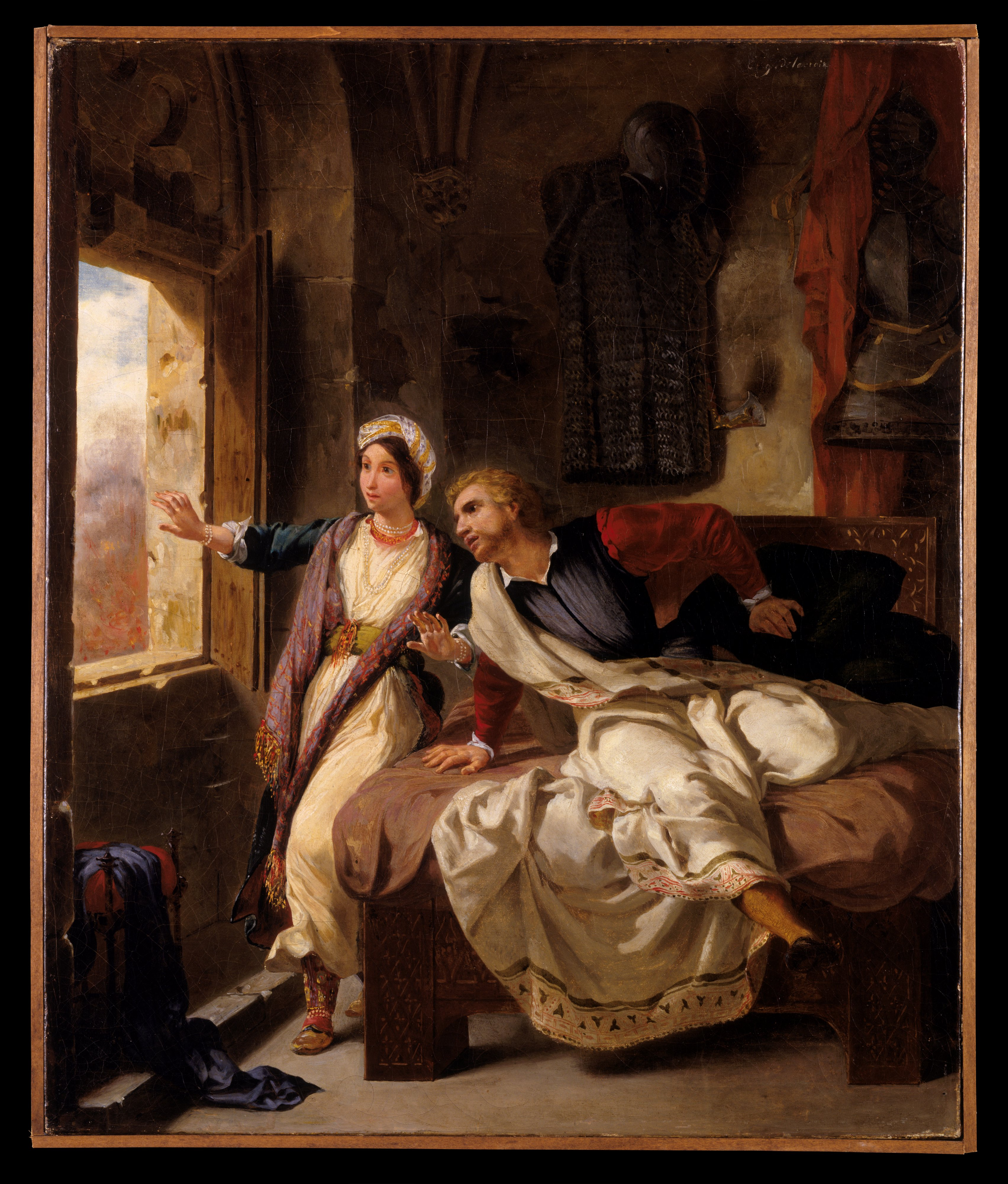
Rebecca et Ivanhoé blessé, 1823, Metropolitan, New York[21].
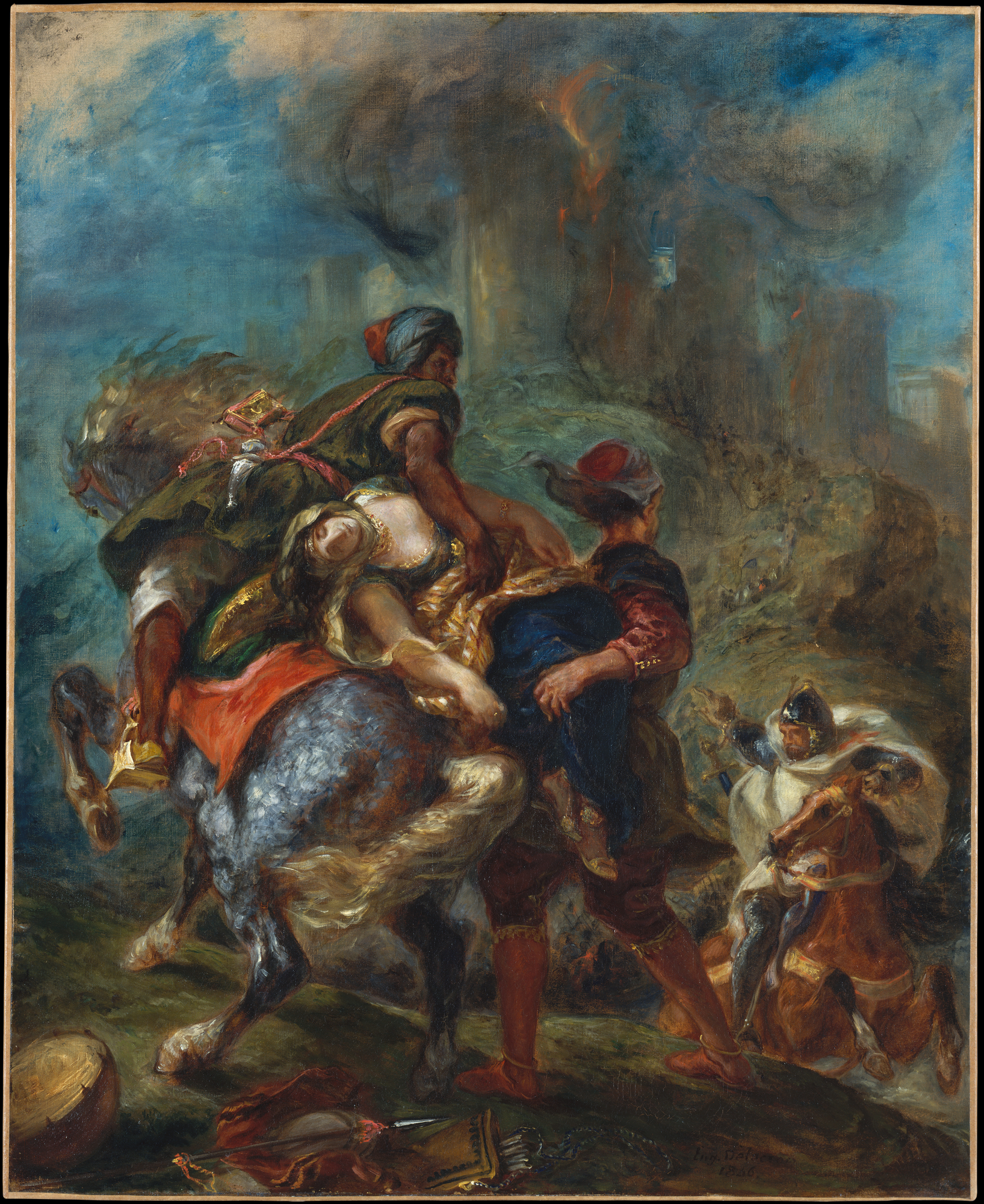
L'Enlèvement de Rebecca, 1846, MET, New York[22].
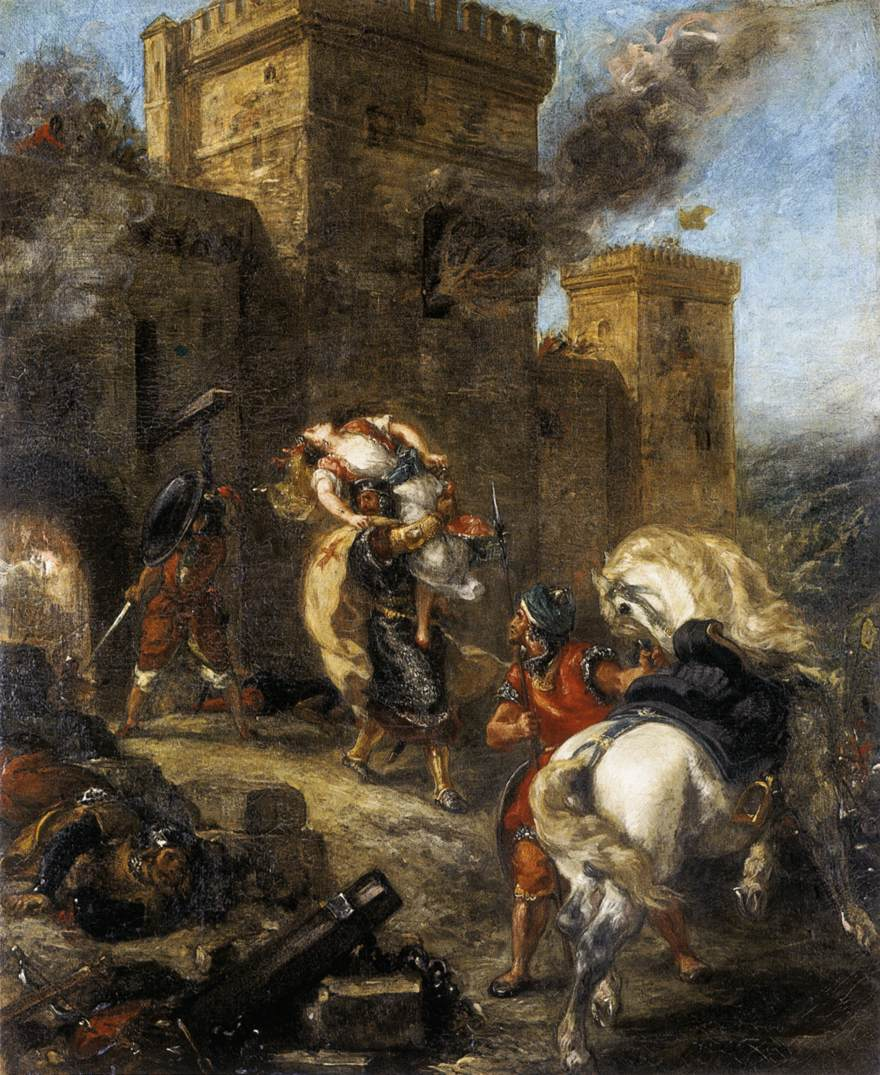
Rébecca enlevée par le templier, 1858, musée du Louvre.

## Adaptations
Ivanhoé a suscité de nombreuses illustrations dès le XIXe siècle. Il a également régulièrement été adapté en bande dessinée.

### Cinéma
Cette trame romanesque a été de très nombreuses fois portée à l'écran, dès 1913. La plus célèbre est un film de 1952 avec Robert Taylor et Elizabeth Taylor. Elle fait également l'objet d'une série télévisée britannique avec Roger Moore, parmi les premières diffusées en France.
- 1913 : Ivanhoé de Herbert Brenon.
- 1952 : Ivanhoé (Ivanhoe) de Richard Thorpe.

### Télévision
- 1959 : Ivanhoe, série britannique de 39 épisodes réalisée par Peter Rogers, avec Roger Moore dans le rôle-titre.
- 1997 : Ivanhoé, chevalier du roi[24] d'Alain Sion.

### Musique
- 1826 : Ivanhoé, opéra de Gioachino Rossini
- 1840 : Le Templier, opéra de Otto Nicolai
- 1864 : Ivanhoe, cantate de Camille Saint-Saëns (pour le prix de Rome) sur un poème de Victor Roussy
- Ivanhoe, opéra de Sullivan et Sturgis

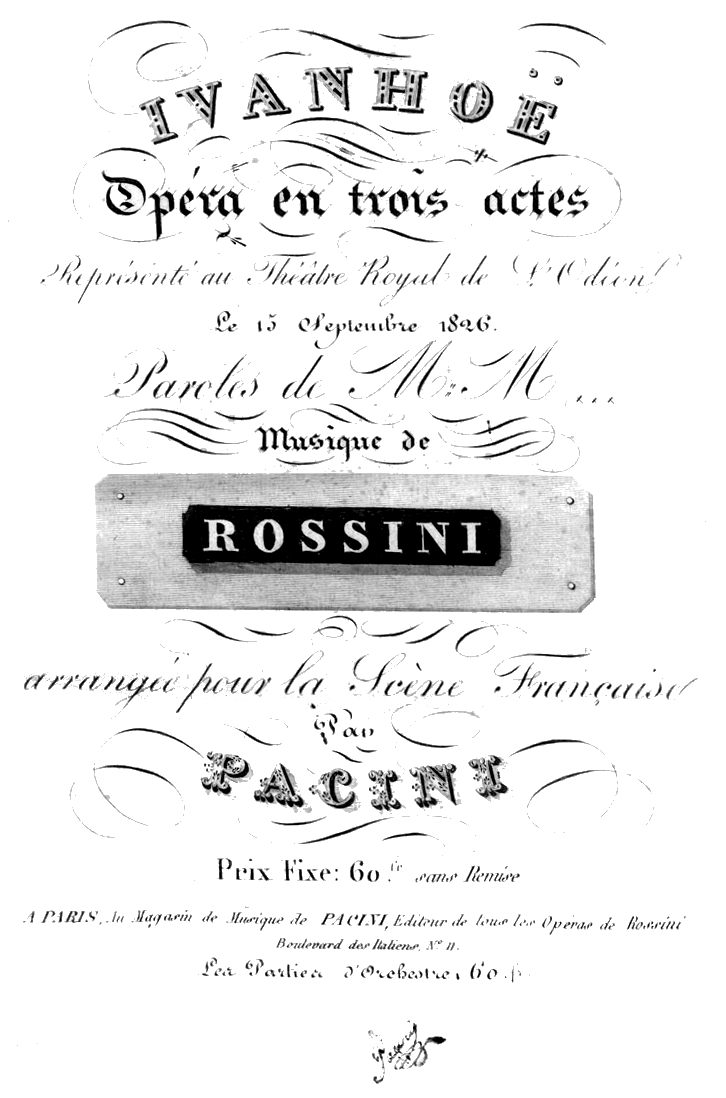
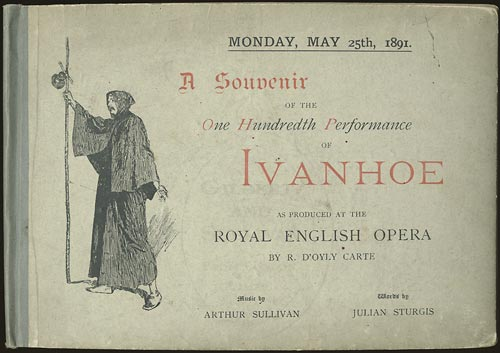

### Bande dessinée

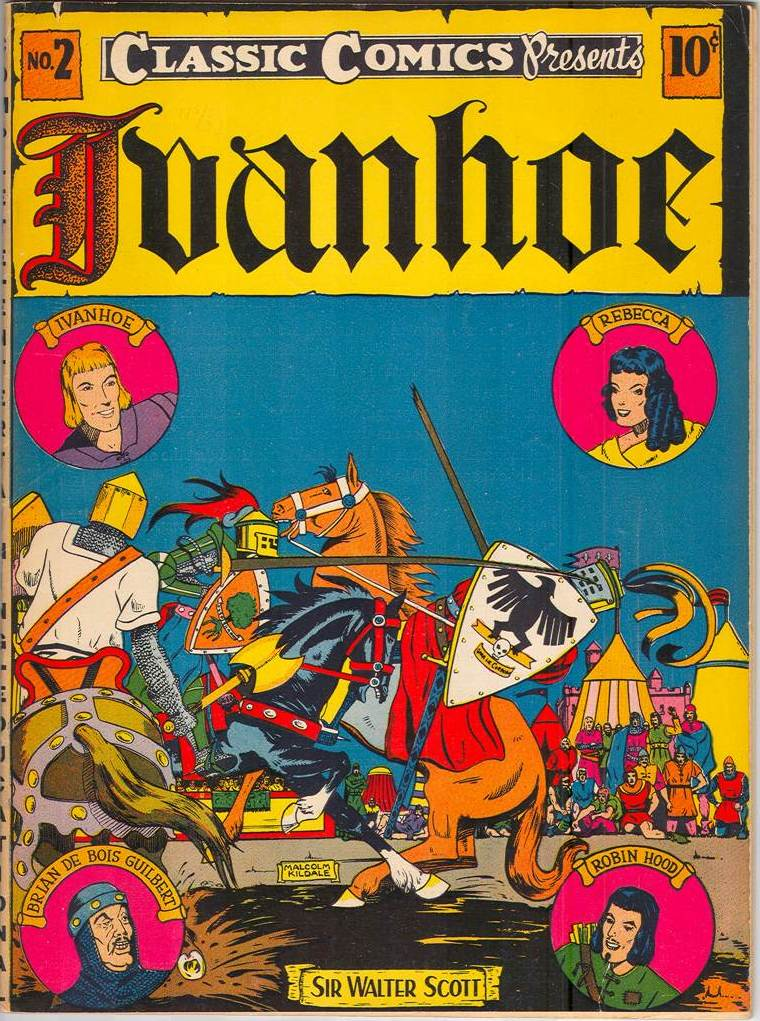
Classic Comics.